# سينثيا فالديز
سينثيا فالديز (بالإسبانية: Cynthia Valdez)‏ هي لاعبة جمباز إيقاعي مكسيكية، ولدت في 11 ديسمبر 1987 في غوادالاخارا في المكسيك.

## وصلات خارجية
- الموقع الرسمي